# مورغان وليامز (عالم بيئة)
مورغان وليامز (بالإنجليزية: Morgan Williams)‏ هو عالم بيئة نيوزيلندي، ولد في 25 مارس 1943.